# تيد بيري (سياسي)
تيد بيري (بالإنجليزية: Ted Berry)‏ هو محامي وسياسي أمريكي، ولد في 5 نوفمبر 1905 في كنتاكي في الولايات المتحدة، وتوفي في 15 أكتوبر 2000 في سينسيناتي في الولايات المتحدة. حزبياً، نشط في Charter Party ‏.